# Hualalai
Hualalai is een slapende schildvulkaan op het eiland Hawaï in de staat Hawaï in de Verenigde Staten. Hualalai is 2521 m hoog en is de derde vulkaan qua activiteit op dit eiland. Vlak bij deze vulkaan is de plaats Kailua-Kona die gelegen is op de zuidwestelijke helling. Hier groeit ook de Konakoffie.
De oudste rotsen van de berg zijn ongeveer 128.000 jaar oud. De vulkaan verscheen 300.000 jaar geleden boven de zeespiegel. De laatste uitbarsting van Hualalai was in 1800-1801. Kona International Airport, 11 km ten noorden van Kailua-Kona, is gebouwd op een van de lavastromen van deze uitbarsting.
80 procent van de oppervlakte van de berg wordt bedekt door lava die niet ouder is dan 5000 jaar. In 1929 was er een zwerm
aardbevingen die meer dan een maand duurde en waarschijnlijk veroorzaakt werd door lava die opsteeg naar de oppervlakte. Daarom wordt Hualalai als een potentieel gevaarlijke vulkaan beschouwd die met een grote kans op een uitbarsting in de komende 100 jaar.